# David Moura
David Moura (Cuiabá, 24 de agosto de 1987) é um judoca brasileiro. Foi vice-campeão mundial em 2017, medalhista de ouro nos Jogos Pan Americanos de 2015 e no Campeonato Pan-Americano de Judô de 2015, além de já ter sido líder no ranking mundial de sua categoria de peso. 
Atualmente, Moura é Secretário Adjunto de Esporte e Lazer do Estado de Mato Grosso e Presidente do Instituto Reação.

## Carreira
David Moura Pereira da Silva é um judoca brasileiro cujo talento e dedicação o elevaram ao patamar de destaque no mundo esportivo. Ele traz consigo uma herança de excelência no judô, sendo filho do renomado judoca Fenelon Oscar Muller, que também deixou sua marca em competições internacionais representou o Brasil em onze campeonatos internacionais.
Seguindo os passos de seu pai, David Moura se firmou como um atleta de renome na categoria acima de 100 kg, a divisão mais pesada do judô. Seu comprometimento e treinamento o levaram a representar o Brasil com honra e paixão, envergando as cores nacionais em diversos torneios ao redor do mundo.
Nasceu em Cuiabá/MT, cidade onde vive até hoje e treina pela Seleção Brasileira de Judô.
Na Universíada de 2011, Moura conquistou a medalha de bronze na categoria Open.
Conquistou sua primeira medalha de Grand Slam (torneio que mais dá pontos no ranking do judô depois dos Jogos Olímpicos, do Mundial e do World Masters) no Grand Slam de Judô do Rio de Janeiro 2012, onde conquistou a medalha de bronze.
No Grand Slam de Baku 2013, Moura chegou à final, contra o também brasileiro Walter Santos, levando a prata.
Na Universíada de 2013, Moura conquistou sua segunda medalha de bronze consecutiva na categoria Open. 
No Grand Slam de Paris 2014, Moura chegou à final, perdendo para o japonês Ryu Shichinohe, ficando com a prata.
No Campeonato Pan-Americano de Judô de 2014, Moura conquistou a medalha de bronze na categoria Peso Pesado (+100 kg).
No Campeonato Mundial de Judô de 2014, Moura chegou às semifinais, mas perdeu duas lutas seguidas e acabou sem medalha, terminando na 5ª colocação.
2015 foi um dos melhores anos da carreira de Moura. Em abril, participando do Campeonato Pan-Americano de Judô de 2015 no Canadá, derrotou seu principal rival no Brasil, Rafael Silva (que lhe tirou a vaga olímpica em 2012, 2016 e 2020) e obteve a medalha de ouro (foi a única vez na carreira que conseguiu sagrar-se campeão deste torneio). Em junho, Rafael Silva sofreu uma lesão e foi cortado dos Jogos Pan-Americanos, dando lugar a Moura. Nessa época, Moura ocupava a 12ª posição no ranking mundial na categoria peso pesado (+100kg). Nos Jogos Pan-Americanos de 2015, Moura conquistou seu maior título ao conquistar o ouro na categoria +100kg, outro ouro que conquistou não se repetiu mais tarde em sua carreira. Moura também participou do Campeonato Mundial de Judô de 2015, onde foi eliminado na segunda fase pelo japonês Ryu Shichinohe, vice-campeão mundial em 2014, que acabou sendo vice-campeão mundial novamente este ano. Em outubro, ele ainda ganhou uma medalha de prata no Grand Slam de Paris.
No Campeonato Pan-Americano de Judô de 2016, Moura fez a segunda final consecutiva contra Rafael Silva, onde a luta foi para o golden score, com vitória de Silva; Moura ficou com a prata.
Em 2016, Moura também ganhou três bronzes nos Grand Slams de Paris, Baku e Abu Dhabi. 
2017 foi o melhor ano da carreira de Moura. Em maio de 2017, ele ganhou um dos maiores títulos individuais de sua carreira, quando se tornou campeão do Grand Slam de Ecaterimburgo.  No Campeonato Mundial de Judô de 2017, Moura fez sua melhor campanha em Mundiais, chegando à final e perdendo apenas para o lendário judoca Teddy Riner, obtendo o medalha de prata. Na modalidade Equipe Mista, conquistou mais uma medalha de prata representando o Brasil. No início de dezembro, ganhou um bronze no Grand Slam de Tóquio  e, na última competição do ano, o World Masters (a segunda competição mais importante do circuito de judô depois do Mundial), obteve a medalha de prata. Moura encerrou 2017 como líder do ranking mundial em sua categoria.
No Campeonato Mundial de Judô de 2018, Moura não fez boa campanha, sendo eliminado na estreia.
No World Masters de 2018, em Guangzhou, Moura conquistou a medalha de bronze.
No Grand Slam de Ecaterimburgo de 2019, Moura conquistou a medalha de bronze.
No Campeonato Pan-Americano de Judô de 2019 realizado em Lima, no Peru, em abril, em mais uma final brasileira com Moura enfrentando Rafael Silva pela 3ª vez nas finais deste torneio, Silva obteve seu quinto ouro no Campeonato Pan-Americano de Judô e Moura, sua segunda prata.
Nos Jogos Pan-Americanos de 2019, em agosto, Moura, terceiro colocado no ranking mundial em sua categoria, acabou sendo derrotado por Andy Granda (que mais tarde se tornaria campeão mundial), obtendo o bronze. 
No Campeonato Mundial de Judô de 2019, realizado logo após o Pan, Moura chegou às quartas de final, perdendo para o coreano Kim Min-jong. Na modalidade Equipe Mista, conquistou a medalha de bronze representando o Brasil.
No Grand Slam de Brasília de 2019, Moura conquistou a medalha de bronze.
No Campeonato Pan-Americano de Judô de 2020, Moura conquistou a medalha de bronze na categoria +100 kg e outra medalha de ouro na modalidade Equipe.
No Campeonato Pan-Americano de Judô de 2021 realizado em Guadalajara, no México, em mais uma final brasileira com Moura (então 11º no mundo) enfrentando Rafael Silva (então 10º no mundo) pela 4ª vez nas finais deste torneio, Silva obteve o sexto ouro no Pan-Americano de Judô, e Moura, a terceira medalha de prata.
No Grand Slam de Kazan de 2021, Moura ganhou uma medalha de bronze.
No Campeonato Mundial de Judô de 2021, Moura venceu a primeira luta, mas foi eliminado nas oitavas de final. Na modalidade por equipes mistas, conquistou a medalha de bronze representando o Brasil.
No final de 2021, aos 34 anos, Moura anunciou sua aposentadoria do esporte profissional para se dedicar ao projeto social Instituto Reação. Em abril de 2022, assumiu o cargo de secretário adjunto de Esportes do estado de Mato Grosso.

## Atualidade
Assumindo a presidência do Instituto Reação Olímpico desde 2021, David Moura Pereira da Silva encarou um papel de significativa responsabilidade. O Instituto Reação, estabelecido em 2003 por Flavio Canto, Geraldo Bernardes e seus colaboradores, carrega uma nobre missão: utilizar o judô como meio para catalisar o desenvolvimento humano e a coesão social, abrangendo todas as fases, desde a iniciação esportiva até o nível de alto rendimento.
Como presidente do Instituto Reação, David Moura desempenha um papel vital na direção estratégica e operacional da organização. O instituto oferece diversos projetos e programas que visam impactar positivamente a vida de milhares de crianças, adolescentes e jovens, abrangendo várias etapas de sua jornada de desenvolvimento.
Através do compromisso com o judô e os princípios que ele ensina, o Instituto Reação não apenas contribui para a formação de atletas talentosos, mas também busca formar cidadãos conscientes, resilientes e bem-sucedidos em todas as áreas da vida. David Moura, como presidente, certamente desempenha um papel essencial na inspiração, orientação e liderança desses esforços.

Seu envolvimento como presidente do Instituto Reação demonstra seu comprometimento não apenas com sua carreira no judô, mas também com o bem-estar e o desenvolvimento das gerações futuras. O trabalho do instituto sob sua liderança promove não apenas a excelência esportiva, mas também valores essenciais como educação, integração social e transformação pessoal.